# تپه گورستان کت کن
تپه قبرستان کت کن مربوط به عصر آهن - سده‌های ۶–۴ ه.ق است و در شهرستان کوهدشت، بخش طرهان، دهستان طرهان، غرب بافت مسکونی روستای کت کن واقع شده و این اثر در تاریخ ۲۸ اسفند ۱۳۸۵ با شمارهٔ ثبت ۱۸۳۹۷ به‌عنوان یکی از آثار ملی ایران به ثبت رسیده است.